# Andrea Rea
Andrea Rea, né à Auvelais, le 19 juin 1959, est un professeur de sociologie italien qui enseigne à l'Université libre de Bruxelles. Ses travaux portent sur l’étude des phénomènes migratoires, l’intégration des communautés étrangères dans la société belge et bruxelloise en particulier. 

## Biographie et études
Andrea Rea est licencié en sciences sociales en 1982, avant de s'éloigner du monde académique pendant près de 9 ans. En 1999, il est nommé professeur de sociologie à l'ULB et devient de le directeur du groupe d’étude sur l’ethnicité, le racisme, les migrations et l’exclusion (GERME).
En 2000, il devient docteur en sociologie à l'université libre de Bruxelles après avoir soutenu sa thèse : Immigration, État et citoyenneté. La formation de la politique d'intégration des immigrés de la Belgique.
Il est chercheur associé du centre d'étude de la vie politique (CEVIPOL), où il a pu notamment collaborer avec Pascal Delwit et Jean-Michel De Waele sur un ouvrage portant sur l'extrême droite belge.
Il a été élu Membre de l'Académie royale de Belgique en 2015.
En décembre 2020, Andrea Rea, fils d'immigré italien en Belgique, voit sa demande de nationalité belge refusée, en raison d’un « manque de preuves » sur « sa connaissance d’une des trois langues nationales, son intégration sociale et sa participation économique »,.